# Zaprora silenus

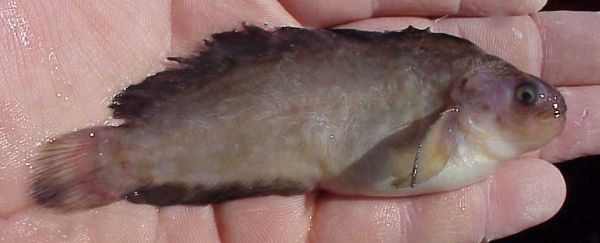
Exemplar juvenil

Zaprora silenus és l'única espècie de peix de la família dels zapròrids i del gènere Zaprora.

## Descripció
- Cos i cap robusts i comprimits, de 88 cm de llargària màxima[2] (encara que la seua mida normal és de 42,9)[3] i de 7 kg de pes.[3]
- Els adults són de blau grisenc a verd, mentre que els juvenils són de color taronja-marró.
- Boca terminal, gran i amb el musell rom.
- Aletes dorsal i anal altes i contornejades de manera uniforme.
- 54-57 espines primes i flexibles i cap radi tou a l'aleta dorsal i cap espina i 29-30 radis tous a l'anal. Aleta caudal arrodonida, gran i amb un peduncle curt i profund. Aletes pectorals grans i amb 20-25 radis. Absència de les pèlviques.
- Els radis de les aletes anal, caudal i pectorals estan ramificats dos, tres o més vegades.
- 1 parell de narius.
- Escates petites i cicloides.
- Els porus de la línia lateral són grans i nombrosos.
- Dents fortes. Absència de les dents vomerianes i palatines.
- Membranes branquials unides i lliures de l'istme.
- Sense bufeta natatòria.
- 61-64 vèrtebres.[4][5][6]

## Reproducció
Les femelles assoleixen la maduresa sexual entre els 4,4-5 anys.

## Depredadors
A Alaska és depredat per l'halibut del Pacífic (Hippoglossus stenolepis) i a Rússia per Bathyraja maculata. A més, forma part de la dieta d'alguns ocells marins cabussadors i així, per exemple, constitueix el 25% dels aliments lliurats als pollets del fraret crestat (Fratercula cirrhata).

## Hàbitat i distribució geogràfica
És un peix marí, demersal (fins als 675 m de fondària, normalment fins als 500) i de clima boreal (0 °C - 4 °C; 66°N-34°N), el qual viu al Pacífic nord: des de l'illa de Hokkaido (el Japó) i l'oest de Kamtxatka (Rússia) fins al canyó submarí de Navarin (el mar de Bering), l'illa Attu (les illes Aleutianes), Oregon i l'illa Sant Miquel (Califòrnia, els Estats Units), incloent-hi la Colúmbia Britànica (el Canadà).

## Costums
Els adults viuen a prop del fons, mentre que els juvenils, fins als 7,2 cm de longitud, són pelàgics o batipelàgics i, generalment, associats amb meduses (per la qual cosa són, sovint, confosos amb Icichthys lockingtoni).

## Estat de conservació
Les seues principals amenaces són la mortalitat associada amb la captura accidental per part de les pesqueries comercials al llarg de la plataforma continental, els canvis de temperatura de l'aigua i la contaminació de l'aigua causada pels vessaments de petroli des dels vaixells, la qual n'afecta les larves i juvenils, ja que viuen a prop de la superfície.

## Observacions
És inofensiu per als humans i la seua longevitat és de 9 anys.